# Sibonga
Sibonga is een gemeente in de Filipijnse provincie Cebu. Bij de census van 2015 telde de gemeente ruim 48 duizend inwoners.

## Geografie

### Bestuurlijke indeling
Sibonga is onderverdeeld in de volgende 25 barangays:
| - Abugon - Bae - Bagacay - Bahay - Banlot - Basak - Bato - Cagay - Can-aga - Candaguit - Cantolaroy - Dugoan - Guimbangco-an | - Lamacan - Libo - Lindogon - Magcagong - Manatad - Mangyan - Papan - Poblacion - Sabang - Sayao - Simala - Tubod |

## Demografie
Sibonga had bij de census van 2015 een inwoneraantal van 48.186 mensen. Dit waren 4.545 mensen (10,4%) meer dan bij de vorige census van 2010. Ten opzichte van de census van 2000 was het aantal inwoners gegroeid met 9.905 mensen (25,9%). De gemiddelde jaarlijkse groei in die periode kwam daarmee uit op 1,52%, hetgeen lager was dan het landelijk jaarlijks gemiddelde over deze periode (1,72%).

De bevolkingsdichtheid van Sibonga was ten tijde van de laatste census, met 48.186 inwoners op 133,45 km², 361,1 mensen per km².